# 行念寺 (柏市)
行念寺（ぎょうねんじ）は、千葉県柏市にある浄土宗の寺院。

## 歴史
1494年（明応3年）、経誉愚底によって開山された。経誉愚底は、同市の医王寺を復興したり、松戸市の東漸寺を創建した僧侶である。東漸寺住職を引退した際に、隠居寺として創建された。
1686年（貞享3年）の火災で焼失したが、間もなく再建されている。その後、無住（住職不在）の時期が続いたが、1935年（昭和10年）に住職が赴任してから、徐々に復興していった。かつての檀家は11戸だけであったが、最近は増えてきているという。

## 交通アクセス
- 北小金駅より徒歩21分。